# 마하팔리긴가락박쥐
마하팔리긴가락박쥐(Miniopterus mahafaliensis)는 긴가락박쥐과에 속하는 박쥐의 일종이다. 마다가스카르섬 남서부의 토착종이다. 이 개체군은 역사적으로 마나비긴가락박쥐에 포함되었지만, 2008년과 2009년에 출판된 분자생물학 연구를 통해 별도의 종으로 기술되었다. 마다가스카르 남서부의 건조림과 가시 숲 그리고 대상림, 좀더 앞이 트인 서식지에서 발견된다.

## 특징
갈색을 띠는 작은 박쥐로 전체 몸길이는 87~96mm, 전완장이 35~40mm이다. 꼬리 길이는 38~48mm, 발 길이는 6~7mmm 귀 길이는 9~11mm이다. 몸무게는 최대 7.3g이다. 하체의 털은 끝이 회색이다.